# Стрекопытов, Сергей Петрович
Серге́й Петро́вич Стрекопы́тов (2 октября 1937, Москва — 2009, Москва) — советский, российский историк, специалист в области истории России XX века, истории государственных учреждений СССР, истории советской науки, научных обществ и организаций. Доктор исторических наук (1992), профессор (1994), заведующий кафедрой государственных учреждений и общественных организаций Московского государственного историко-архивного института (с 1991 года — Российского государственного гуманитарного университета).

## Биография
Родился 2 октября 1937 года в Москве.
В 1969 году окончил Московский государственный историко-архивный институт.
В 1966—1968 годы — хранитель фондов, главный хранитель фондов Центрального государственного архива города Москвы.
В 1969—1972 годы — научный сотрудник Центрального государственного архива научно-технической документации.
В 1972—1978 годы — старший научный сотрудник Всероссийского НИИ документоведения и архивного дела.
С 1978 года — работа в Московском государственном историко-архивном институте (МГИАИ): ассистент, доцент, профессор, заведующий кафедрой государственных учреждений и общественных организаций МГИАИ (с 1991 года — РГГУ).
В 1977 году защитил диссертацию на соискание учёной степени кандидат исторических наук. Тема — «Организация научно-технической деятельности Высшего совета народного хозяйства в 1918—1925 гг.)». В 1992 году — диссертацию на соискание учёной степени доктора исторических наук. Тема — «Организация управления наукой СССР в условиях складывания тоталитарного режима (20—30-е гг.)».
Учёное звание — доцент (1984), профессор (1994).
Скончался в 2009 году в Домодедово.

## Сфера научных интересов
История России XX века, история советского государства, история государственных учреждений СССР, история организации управления наукой СССР в 1920—1930-е годы, история советской науки, история научных обществ.

## Основные печатные труды

### Монографии
- Стрекопытов С. П. (в соавт.) Основы отбора на государственное хранение научно-технической документации. — М.: 1976.
- Стрекопытов С. П. (в соавт.) Основные положения отбора на государственное хранение кинофотодокументов. — М.: 1978.
- Стрекопытов С. П. (в соавт. с Мишаковым В. П., Безбородовым А. Б.) Полвека на службе электрификации страны: Страницы истории Хотьковского завода «Электроизолит». — М.: Московский рабочий, 1988. — 238 с.
- Стрекопытов С. П., Сенин А. С. Кафедра истории государственных учреждений и общественных организаций: Краткий очерк организации и деятельности, 1952—2002. — М.: Компания Спутник+, 2002. — 230 с. — ISBN 5-93406-354-5

### Учебные пособия
- Стрекопытов С. П. Органы государственного руководства наукой и научными учреждениями-фондообразователями Государственного архивного фонда СССР: 1919—1936 гг.: Учебное пособие. — М.: МГИАИ, 1987. — 76 с.
- Стрекопытов С. П. Высший совет народного хозяйства и советская наука: 1917—1932 гг.: Учебное пособие. — М.: МГИАИ, 1990. — 80 с.
- Стрекопытов С. П. Государственное руководство наукой в СССР: 1936—1958 гг.: Учебное пособие. — М.: РГГУ, 1991. — 92 с.
- Стрекопытов С. П. История научно-технических учреждений в России (вторая половина XIX—XX вв.) Учебное пособие. — М.: РГГУ, 2002. — 425 с. — ISBN 5-7281-0410-X

### Статьи
- Стрекопытов С. П. Из истории международных научно-технических связей СССР (1921—1925 гг.) // История СССР. 1976. № 5. С. 147—156.
- Стрекопытов С. П. Из истории организации планирования науки в системе ВСНХ-Наркомтяжпрома СССР: 1918—1936 гг. // Исторический опыт планирования культурного строительства в СССР: Сб. ст. — М.: 1988. С. 78—95.
- Стрекопытов С. П. Административно-командная система управления и организация науки в 20—30-е гг. // Административно-командная система управления: проблемы и факты: Межвуз. сб. науч. работ. — М.: 1992. С. 38—52.
- Стрекопытов С. П. Н. П. Ерошкин — педагог и учёный // Вестник архивиста. 1998. № 3 (45). С. 119—125.
- Стрекопытов С. П. Николай Петрович Ерошкин (1920—1988): вопросы биографии // Материалы Всероссийской научной конференции (22 декабря 1997 г.). — М.: РГГУ, 1998. С. 5—17.
- Стрекопытов С. П. ГАХН как государственное научное учреждение // Вопросы искусствознания. 1997. Т. XI. № 2. С. 7—15.
- Стрекопытов С. П. Из истории Государственной академии художественных наук // Декоративное искусство. 1996. № 2-4. С. 19—25.
- Стрекопытов С. П. Кадры отечественной науки в условиях советского тоталитаризма: 1920—30-е гг. // Чтения памяти профессора Т. П. Коржихиной «Российская государственность: опыт и перспективы изучения»: Тезисы межвузовской научной конференции. — М.: 1995. С. 88—90.
- Стрекопытов С. П. История российской государственности и её политических институтов в МГИАИ — ИАИ РГГУ: Взгляд в прошлое, современное состояние, перспективы развития // Труды Историко-архивного института. — М.: 1996. Т. 33. С. 95—114.

## Оценка профессионального сообщества
- Профессор Стрекопытов С. П. на сайте Главного архивного управления Московской области именуется как «выдающийся специалист в области отечественной истории XX в.». Его документы личного происхождения в 2009 году приняты на государственное хранение[2].

### Справочно-энциклопедические издания
- Стрекопытов Сергей Петрович // Кто есть кто в РГГУ. Краткий биографический справочник. — М.: 1993. С. 238. — ISBN 5-7281-0116-X
- Стрекопытов Сергей Петрович // Кто есть кто в РГГУ. Краткий биографический справочник. — М.: 1997. С. 183. — ISBN 5-7281-0167-4
- Стрекопытов Сергей Петрович // Кто есть кто в РГГУ. Краткий биографический справочник. — М.: 2002. С. 290. — ISBN 5-7281-0600-5
- Стрекопытов Сергей Петрович // Историки России. Кто есть кто в изучении отечественной истории. Биобиблиографический словарь / Под ред. В. А. Динеса. Сост. А. А. Чернобаев. — Саратов: Издательский центр Саратовского государственного социально-экономического университета. 1998. — ISBN 5-87039-103-X
- Стрекопытов Сергей Петрович // Историки России. Кто есть кто в изучении отечественной истории. Биобиблиографический словарь / Сост. А. А. Чернобаев. — Саратов: Издательский центр Саратовского государственного социально-экономического университета. 2000. С. 493—494. — ISBN 5-855559-092-5
- Стрекопытов Сергей Петрович // Историки России XX века: Биобиблиографический словарь / Сост. А. А. Чернобаев. — Саратов: Саратовский государственный социально-экономический университет. 2005. Т. 2. — ISBN 5-8739-512-4
- Стрекопытов Сергей Петрович // Чернобаев А. А. Историки России конца ХІХ — начала XXI века: биобиблиографический словарь. В 3 т. — М.: Собрание, 2016. — Т. 2. — ISBN 978-5-9606-0153-5